# Kirche Kallningken
Die Kirche Kallningken (russisch Кирха Калльнингкена Kircha Kallningkena, zwischen 1938 und 1946 hieß der Ort Herdenau) war ein Feldsteinbau aus dem Jahre 1753 mit einem Holzturm von 1819 auf massivem Grund. Bis 1945 diente sie als evangelisches Gotteshaus des Kirchspiels Kallningken in der preußischen Provinz Ostpreußen.
Der Standort der Kirche liegt im östlichen Ortskern an der Straße nach Jasnopoljanka (Spucken, 1938 bis 1946 Stucken).

## Kirchengebäude
Eine erste Kirche entstand in Kallningken auf Anordnung des Großen Kurfürsten Friedrich Wilhelm von Brandenburg im Jahre 1677. Sie musste im Jahre 1727 abgerissen werden, an ihrer Stelle wurde ein zweites Gotteshaus errichtet, was ebenfalls nicht lange hielt. Im Jahre 1753 schließlich entstand auf der höchsten Stelle eines Hügels die dritte Pfarrkirche: ein Feldsteinbau mit polygonalem Abschluss, dem 1819 ein Holzturm auf massivem Unterbau vorgesetzt wurde.
Der Kircheninnenraum war mit Emporen ausgestattet. Über den Flügelaltar aus dem 15. Jahrhundert kursierte die Geschichte, er sei einst als Strandgut aus dem Kurischen Haff geborgen worden. Der Altarschrein verzeichnete ein reiches Schnitzwerk und war im Laufe der Zeit mehrfach verändert worden. Er zeigte im Mittelstück die „Madonna mit dem Kind“. Auf den Flügeln waren Bilder aus dem Leben Jesu zu sehen. Die Kanzel stammte aus dem 17. Jahrhundert.
Im Jahr 1898 erhielt die Kirche eine Orgel. Das Geläut bestand aus einer einzigen Glocke.
Die Kirche war unversehrt durch den Zweiten Weltkrieg gekommen. Bis in die 1980er Jahre wurde sie zur Lagerhalle zweckentfremdet. Danach wurde sie aufgegeben und verfiel. Im Jahre 1994 stürzte das Dach ein. Spärliche Mauerreste künden heute von ihrer Existenz.

## Kirchengemeinde
Die evangelische Kirchengemeinde in Kallningken wurde 1684 gegründet und mit einer Pfarrstelle versehen. Filialkirche der Parochie Kallningken war die Kirche Inse (der Ort heißt heute russisch: Pritschaly), die erst im Jahre 1810 selbstständig wurde. Kallningken (1938 bis 1946: Herdenau) gehörte bis 1945 zum Kirchenkreis Niederung (Elchniederung) innerhalb der Kirchenprovinz Ostpreußen der Kirche der Altpreußischen Union. Im Jahr 1925 zählte das Kirchspiel Kallningken 1300 Gemeindeglieder, die in 14 Orten bzw. kleineren Ortschaften wohnten.
Flucht und Vertreibung der einheimischen Bevölkerung im Zusammenhang mit dem Ende des Zweiten Weltkrieges ließen nach 1945 das kirchliche Leben zum Erliegen kommen. Heute liegt Prochladnoje im Einzugsgebiet der in den 1990er Jahren neu entstandenen evangelisch-lutherischen Kirchengemeinde in Slawsk (Heinrichswalde) innerhalb der Propstei Kaliningrad der Evangelisch-lutherischen Kirche Europäisches Russland.

### Kirchspielorte
Bis 1945 gehörten zum Kirchspiel Kallningken (ab 1939 „Kirchspiel Herdenau“) 14 Orte, Ortschaften und Wohnplätze:
| Name           | Änderungsname 1938 bis 1946 | Russischer Name |  | Name            | Änderungsname 1938 bis 1946 | Russischer Name |
| -------------- | --------------------------- | --------------- |  | --------------- | --------------------------- | --------------- |
| Ackelningken   | Ackeln                      | Rownoje         |  | Rewellen        |                             | Selenzowka      |
| Aschpalten     |                             | Medun           |  | Siberien, Forst |                             |                 |
| Derwehlischken |                             | Rasliw          |  | Thewellen       | Tewellen                    |                 |
| Kallningken    | Herdenau                    | Prochladnoje    |  | Tramischen      | Trammen                     | Rasdolnoje      |
| Lukischken     | Lucken                      | Krugljanka      |  | Wentaine        | Wittken                     |                 |
| Matzgirren     | Kurrenberg                  | Chlebnoje       |  | Wirballen       | Warten                      | Perechwatnoje   |
| Pustutten      | Antonswiese                 | Beresino        |  | Wittken         |                             | Lipki           |

### Pfarrer
An der Kirche Kallningken amtierten zwischen 1684 und 1945 als evangelische Geistliche:
- Christian Sperber, 1684–1718
- Johann Heinrich Lüneburg, 1717–1725
- Christoph Sperber, 1726–1752
- Wilhelm Regge, 1751–1767
- Friedrich Sperber, 1767–1783
- Friedrich Hassenstein, 1783–1805
- Christ. Ferdinand Zippel, 1805–1810
- Karl Wilhelm August Zippel, 1810–1815
- Nathanael Friedrich Ostermeyer, 1815–1827
- August Ferdinand Lengnick, 1827–1861
- Robert Hitzigrath, 1861–1868[8]
- Eduard Rudolf Reimann, 1868–1877
- Karl August Schwindt, 1878–1882
- Wilhelm Dieckmann, 1883–1890
- Emil Otto Bömeleit, 1891–1907
- Karl Fr. Ewald Gerhardt, 1908–1932
- Arno Dumschat, 1934–1945
- Willy Reske, 1941–1943

### Kirchenbücher
Von den Kirchenbüchern haben sich erhalten und werden im Evangelischen Zentralarchiv in Berlin-Kreuzberg aufbewahrt:
- Taufen: 1868 bis 1944 (Namensliste 1775 bis 1942)
- Trauungen: 1910 bis 1944.
- Begräbnisse: 1865 bis 1944.
- Kommunikanten: 1909 bis 1944.

Außerdem ist ein Gefallenenregister der Jahre 1939 bis 1942 vorhanden.